# 印度傳統音樂
印度傳統音樂包含了南印度、北印度與巴基斯坦地區的三種傳統音樂的總稱，形成時間可遠溯自12世紀之前。雖然三地區傳統音樂風格有些許差異，但特點都是使用即興表演的音樂曲調結構，及循環的副歌節奏模式。其中，北印度與巴基斯坦的傳統音樂更重樂器演奏。